# 南郊区 (大同市)
南郊区是中国山西省大同市已被撤销的一个市辖区。总面积966平方公里。

## 沿革
2002年人口为27万人。南郊区是国家农业部公布的第二批“国家现代农业示范区”之一。 2018年2月9日，大同市行政区划调整，南郊区被撤销，原辖区大部分被划入云冈区。

## 行政区划
南郊区下辖3个镇、7个乡：
新胜街道、新平旺街道、新泉路街道、民胜街道、口泉街道、平泉路街道、和顺街道、和瑞街道、平盛路街道、清泉街街道、西花园街道、老平旺街道、新文街道、和旺街道、玉龙街道、云武街道、云燕街道、玉泉街道、平德街道、平喜街道、平源街道、高山镇、云冈镇、口泉乡、西韩岭乡、平旺乡和鸦儿崖乡。